# Haverford College
Haverford College är ett liberal arts college i Haverford som är en förort till Philadelphia i Pennsylvania. Lärosätet grundades 1833. Fyra av alumnerna har tilldelats ett Nobelpris. Av de övriga alumnerna fick dessutom Henry Cadbury hålla tacktalet för American Friends Service Committee som erhöll Nobels fredspris 1947.

## Personer med koppling till högskolan

### Nobelpristagare
- Theodore William Richards, 1914 (Kemi)
- Philip Noel-Baker, 1959 (Fred)
- Joseph Taylor, 1993 (Fysik)
- George P. Smith, 2018 (Kemi)

### Kända alumner och forskare

#### Forskning
- Ernest William Brown, professor i matematik
- Curt Cacioppo, musikprofessor
- Rufus Jones, filosof

#### Näringsliv
- Alex Karp, entreprenör

#### Politik och samhälle
- Henry Cadbury, fredsaktivist
- Charles Canady, politiker, representanthusledamot
- Charles Mathias, politiker, representanthusledamot, senator
- Koïchiro Matsuura, diplomat, generaldirektör för Unesco
- Claudine Monteil, diplomat

#### Underhållning och konst
- Chevy Chase, komiker
- Daniel Dae Kim, skådespelare
- Christopher Morley, författare
- Maxfield Parrish, målare och illustratör
- George Segal, skådespelare